# Garage Inc.
Garage Inc. – album zespołu Metallica wydany 23 listopada 1998 roku. Zawiera wyłącznie covery. Jest to wydawnictwo dwupłytowe, pierwsza płyta zawiera utwory, które zespół zarejestrował specjalnie na potrzebny tej kompilacji, drugi zaś wypełniony jest utworami z dwóch poprzednich EP'ek wydanych w latach osiemdziesiątych, a także B-side'y. W okładce płyty można znaleźć archiwalne zdjęcia zespołu z różnych okresów ich istnienia, a także przedruk artykułu Davida Fricke'a, który opowiada historię zespołu. Tytuł płyty powstał poprzez połączenie dwóch tytułów: płyty The $5.98 E.P.: Garage Days Re-Revisited i utworu „Damage Inc.” z płyty Master of Puppets.
Album w Polsce uzyskał status platynowej płyty.

## Lista utworów
| CD 1 | CD 1                                           | CD 1    |
| Nr   | Tytuł utworu                                   | Długość |
| ---- | ---------------------------------------------- | ------- |
| 1.   | „Free Speech for the Dumb” (cover Discharge)   | 2:35    |
| 2.   | „It’s Electric” (cover Diamond Head)           | 3:33    |
| 3.   | „Sabbra Cadabra” (cover Black Sabbath)         | 6:20    |
| 4.   | „Turn the Page” (cover Boba Segera)            | 6:06    |
| 5.   | „Die, Die My Darling” (cover The Misfits)      | 2:29    |
| 6.   | „Loverman” (cover Nick Cave and the Bad Seeds) | 7:52    |
| 7.   | „Mercyful Fate” (cover Mercyful Fate)          | 11:11   |
| 8.   | „Astronomy” (cover Blue Öyster Cult)           | 6:37    |
| 9.   | „Whiskey in the Jar” (cover Thin Lizzy)        | 5:04    |
| 10.  | „Tuesday’s Gone” (cover Lynyrd Skynyrd)        | 9:05    |
| 11.  | „The More I See” (cover Discharge)             | 4:48    |
|      |                                                | 1:05:40 |

| CD 2 | CD 2                                           | CD 2    |
| Nr   | Tytuł utworu                                   | Długość |
| ---- | ---------------------------------------------- | ------- |
| 1.   | „Helpless” (cover Diamond Head)                | 6:38    |
| 2.   | „The Small Hours” (cover Holocaust)            | 6:43    |
| 3.   | „The Wait” (cover Killing Joke)                | 4:55    |
| 4.   | „Crash Course in Brain Surgery” (cover Budgie) | 3:10    |
| 5.   | „Last Caress/Green Hell” (cover The Misfits)   | 3:29    |
| 6.   | „Am I Evil?” (cover Diamond Head)              | 7:50    |
| 7.   | „Blitzkrieg” (cover Blitzkrieg)                | 3:36    |
| 8.   | „Breadfan” (cover Budgie)                      | 5:41    |
| 9.   | „The Prince” (cover Diamond Head)              | 4:25    |
| 10.  | „Stone Cold Crazy” (cover Queen)               | 2:17    |
| 11.  | „So What” (cover Anti-Nowhere League)          | 3:08    |
| 12.  | „Killing Time” (cover Sweet Savage)            | 3:03    |
| 13.  | „Overkill” (cover Motörhead)                   | 4:04    |
| 14.  | „Damage Case” (cover Motörhead)                | 3:40    |
| 15.  | „Stone Dead Forever” (cover Motörhead)         | 4:51    |
| 16.  | „Too Late Too Late” (cover Motörhead)          | 3:12    |
|      |                                                | 1:10:42 |

## Twórcy
| Zespół Metallica w składzie - James Hetfield – śpiew, gitara rytmiczna, gitara prowadząca w „Whiskey in the Jar” i „Stone Dead Forever” - Kirk Hammett – gitara prowadząca, chórki - Jason Newsted – gitara basowa, chórki - Lars Ulrich – perkusja - Cliff Burton – gitara basowa w utworach „Am I Evil?” oraz „Blitzkrieg” | Dodatkowi muzycy w utworze „Tuesday's Gone” - Pepper Keenan (Corrosion of Conformity) – wokal prowadzący - Jerry Cantrell (Alice in Chains) – gitara - Sean Kinney (Alice in Chains) – instrumenty perkusyjne - Jim Martin (Faith No More) – gitara - John Popper (Blues Traveler) – harmonijka - Gary Rossington – gitara - Les Claypool (Primus) – banjo |